# Ylitornio
Ylitornio (severosámsky Badje-Duortnus, švédsky Övertorneå) je obec ve Finsku v provincii Laponsko. Počet obyvatel obce byl v roce 2003 5 314. Rozloha obce je 2 207,18 km² (183,69 km² připadá na vodní plochy). Hustota zalidnění je 2,6 obyvatel na km².